# بان چیانگ
بان چیانگ (تایلندی: บ้านเชียง، تلفظ bâ:n tɕʰīa̯ŋ) یک مکان باستان‌شناسی مشهور در منطقه نونگ هان، استان اودون ثانی، تایلند است. این سایت که در سال ۱۹۶۶ کشف شد، به دلیل سفالهای جذاب با رنگ قرمز، بازخوردهای گسترده‌ای را به خود جلب کرد. هنگامی که وزارت دادگستری ایالات متحده یک پرونده مهم را در مورد قاچاق آثار باستانی بان چیانگ ایجاد کرد، توجه بین‌المللی بیشتری به دست آورد. این مکان در سال ۱۹۹۲ به فهرست میراث جهانی یونسکو در تایلند اضافه گردید.

## باستان‌شناسی

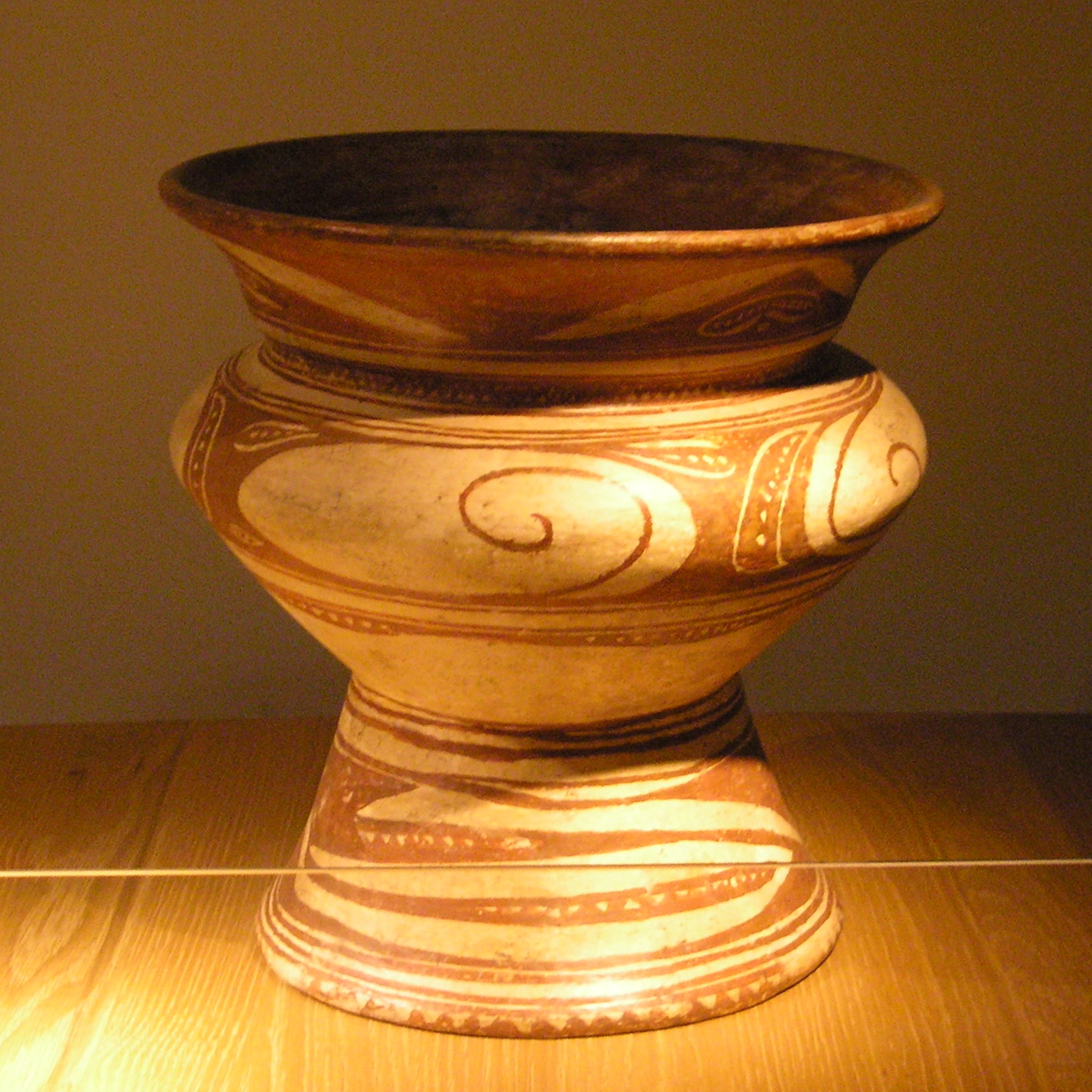
کاسه؛ از سایت بان چیانگ؛ سرامیک نقاشی شده؛ طول: ۳۲ سانتی‌متر، قطر: ۳۱ سانتی‌متر

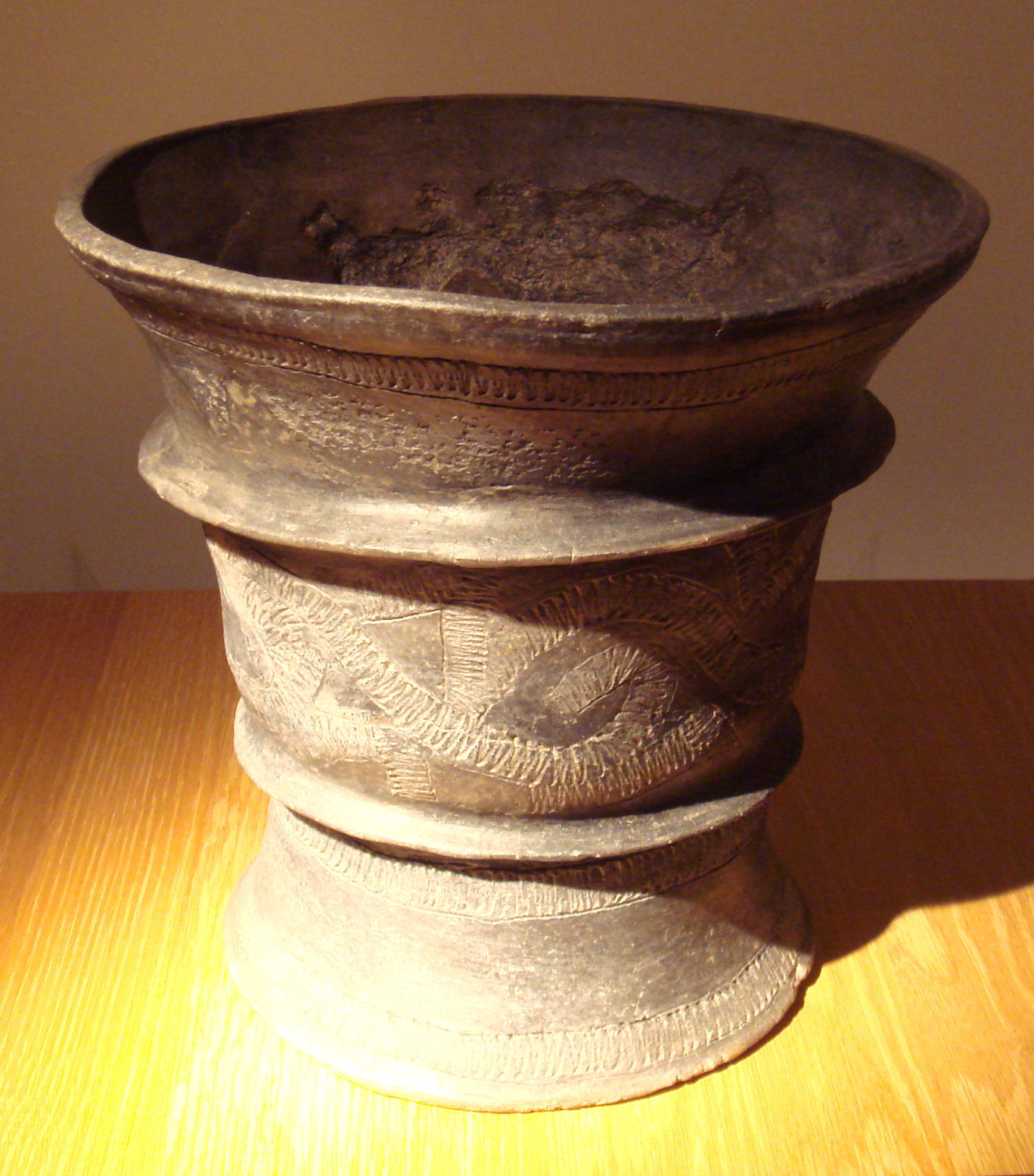
کوزه سرامیکی سیاه، فرهنگ بان چیانگ، تایلند، ۱۲۰۰–۸۰۰ پیش از میلاد.

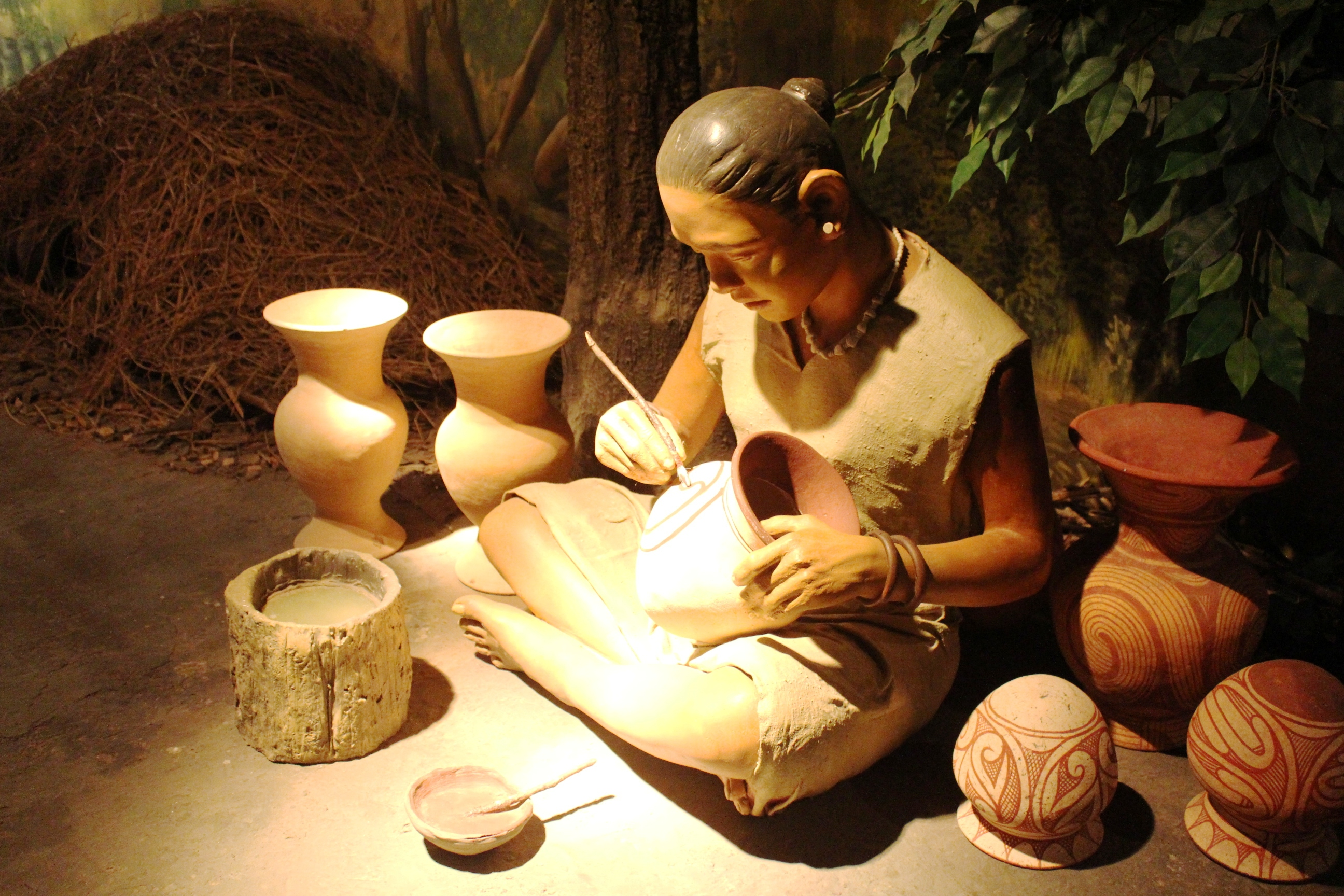
یک نمونه از گلدان‌های باستانی بان چیانگدر موزه ملی بان کیانگ

در طی اولین کاوش علمی رسمی در سال ۱۹۶۷، چندین اسکلت به همراه هدایای مزار از جنس برنز کشف شد. قطعاتی از جنس برنج نیز یافت شده‌است که منجر به این عقیده می‌شود که مهاجران عصر برنز احتمالاً کشاورز بودند. قدیمی‌ترین قبرهای این مکان شامل آثار باستانی برنزی نیست و از این رو از فرهنگ دوران نوسنگی است. جدیدترین قبرها مربوط به عصر آهن است. سفال‌ها و گلدان‌های این سایت در حال حاضر در موزه‌های سراسر جهان از جمله موزه f Indr Indische Kunst در برلین و موزه بریتانیا در لندن یافت می‌شوند.
این سایت غالباً «محل گورستان» نامیده شده‌است، اما تحقیقات اخیر حاکی از آن است که درگذشتگان واقعاً در جوار یا زیر منازل دفن شده‌اند.
این عمل دفن مسکونی نامیده می‌شود.

## قدمت اشیاء
اولین داده‌های باستانی با استفاده از تاریخ‌گذاری گرماتابی منجر به محدوده ای از ۴۴۲۰ قبل از میلاد تا ۳۴۰۰ پیش از میلاد می‌شود که این سایت را به اولین فرهنگ قدیمی عصر برنز در جهان تبدیل می‌کند. با این حال، با کاوش‌های ۱۹۷۴–۱۹۷۵، مواد کافی برای تاریخ‌گذاری رادیوکربن، که منجر به تاریخ اخیر شد، در دسترس قرار گرفت. اولین قبر در حدود سال ۲۱۰۰ قبل از میلاد و آخرین مورد در حدود ۲۰۰ میلادی بوده‌است. همان‌طور که توسط سنگهای قبرستانی و قطعات برنز مشهود است ساخت برنز در حدود سال ۲۰۰۰ پیش از میلاد آغاز شد. اشیاء برنز شامل دستبند، حلقه، پابند، سیم و میله، نیزه، محور و آبراه، قلاب، تیغه و زنگ‌های کوچک است.
تاریخ ۲۱۰۰ قبل از میلاد از فیتولیت‌های برنج از داخل یک گلدان در پایین‌ترین قبر به دست آمد. تعیین نتایج به دست آمده با استفاده از آمار بیزی OxCal 4.0 مورد تجزیه و تحلیل قرار گرفته‌است، و نتایج نشان می‌دهد که استقرار اولیه بان چیانگ در حدود ۱۵۰۰ قبل از میلاد با انتقال به عصر برنز در حدود ۱۰۰۰ پیش از میلاد صورت گرفته‌است.

## متالورژی
بان چیانگ به همراه سایر دهکده‌های اطراف شمال شرقی تایلند حاوی بسیاری از آثار برنز است که نشان می‌دهد متالوژی تقریباً چهار هزار سال پیش در مناطق کوچک و روستایی به کار گرفته شده‌است و برای باستان شناسان به عنوان متالورژی باستانی جنوب شرقی آسیا جالب است که بدون حضور یک دولت نظامی یا شهری رونق گرفته بر خلاف بسیاری از جوامع دوران باستان که متالورژی تحت تسلط حاکمیت بود.